# Pas de Malakand
Malakand és un pas o coll de muntanya que creua la serralada al nord de Peshawar a la Província de la Frontera del Nord-oest i porta des de Sam Ranizai fins a la Vall del Swat. Una antiga ruta budista ja creuava per aquest pas. Al segle xvi els paixtus yusufzai van entrar a Swat a través de Malakand i el 1587 el general imperial Zain Khan (a les ordes d'Akbar) hi va construir una fortalesa. El 1895 el pas fou capturat per forces britàniques de Chitral i en endavant es va fundar la posició militar amb una estació civil seu de l'agència de Dir, Swat i Chitral. El 26 de juliol de 1897 la posició fou atacada pels swatis dirigits pel cap religiós Mulla Mastan (anomenat de vegades Mad Mulla); els tribals Utman Khel i swatis, en nombre de dotze mil, van seguir atacant durant dies fins que l'1 d'agost de 1897 van ser rebutjats; Chakdarra, també assetjada, fou alliberada el dia 2.